# Black Horse Inn
Black Horse Inn, známý jako Sampson & the Lion, je historický hostinec ve Flourtown, Springfield Township v Pensylvánii. Je umístěn na 1432 Bethlehem Pike.
Původní stavba byla postavena v roce 1744 Abrahamem Wakerlym a je to 1 a půl patrová, štuková kamenná budova s přízemní kamennou kuchyní v zadní části. Původní výměra byla 16 stop na 18 stop - po přidání kuchyně 15 stop na 15 stop. V roce 1833 přibyla dvoupodlažní přístavba a mezi lety 1880 až 1908 tři přízemní směrem dozadu. V roce 1833 byla přistavěna veranda na přední, západní a jižní straně. Budova je ve federálním stylu.
V roce 2005 byl objekt zařazen do National Register of Historic Places.

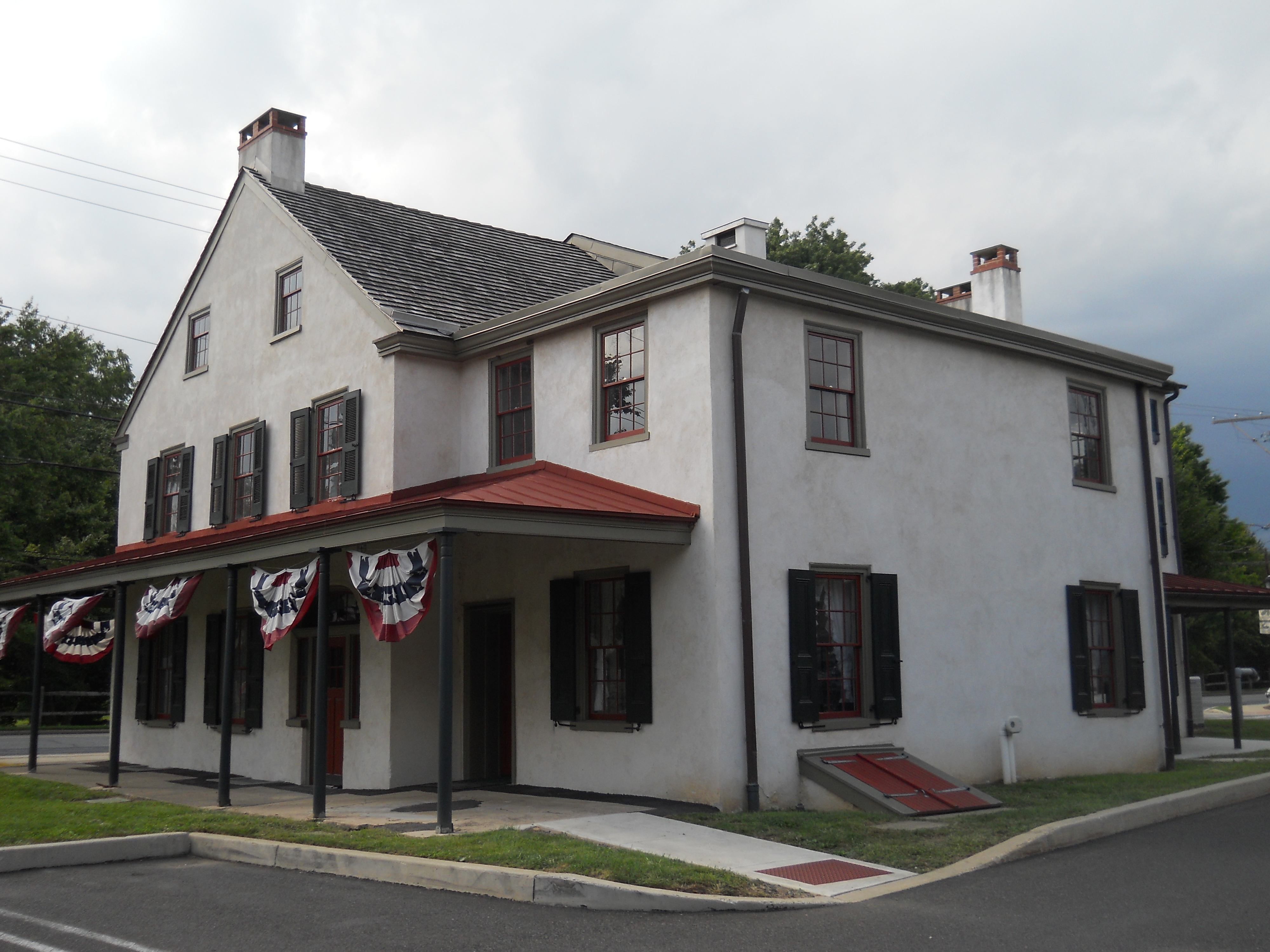
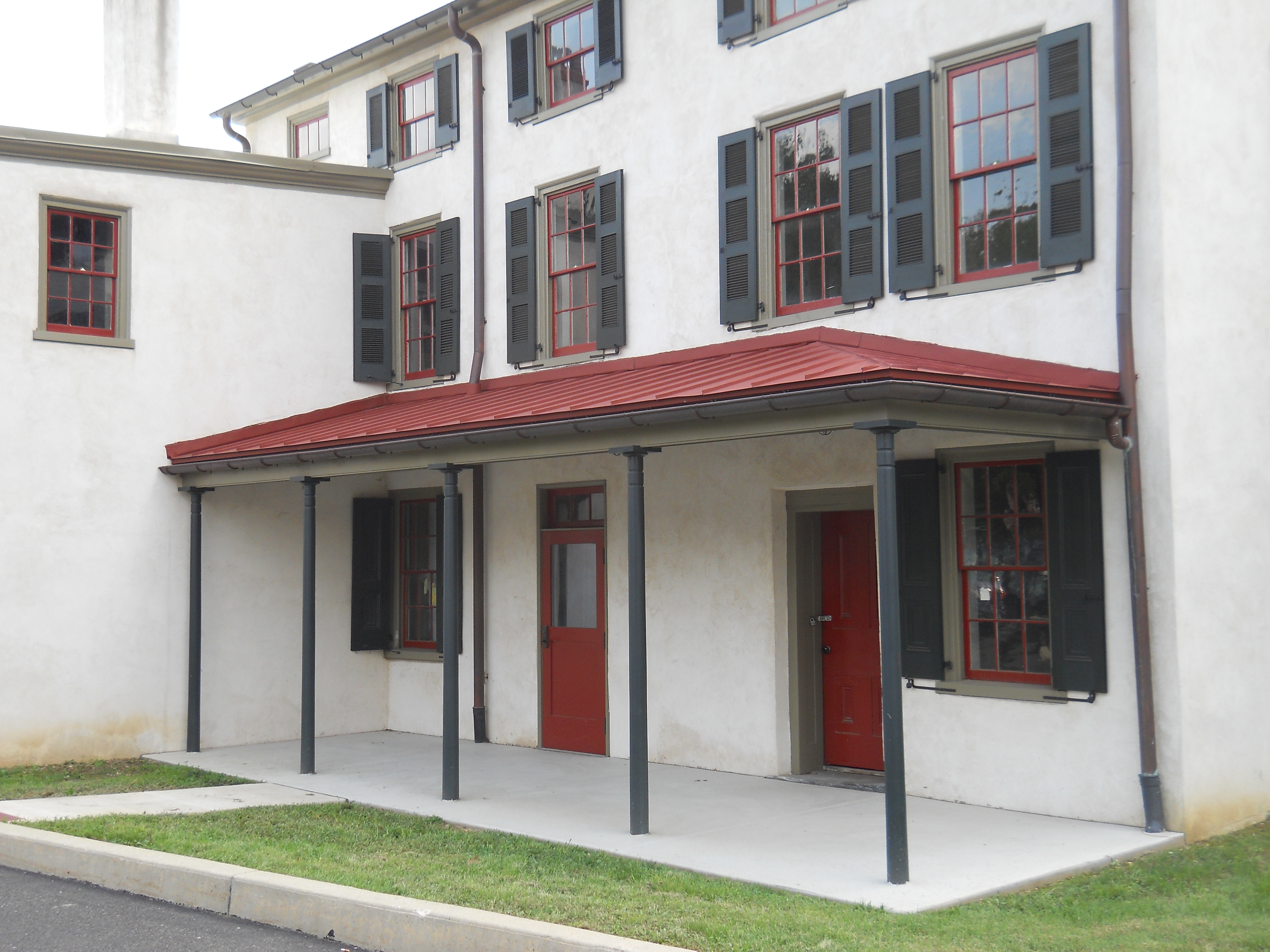